# Hans Hamm (Mediziner)
Hans Hamm (* 27. Februar 1922; † 8. Februar 2008) war ein deutscher Allgemeinmediziner und Hochschullehrer.
Er war der Begründer des Faches Allgemeinmedizin am Universitätsklinikum der Universität Hamburg.
Er war der Sohn eines Praktischen Arztes und studierte an der Universität Hamburg Medizin und spezialisierte sich als Internist. Nach Übernahme der Praxis seines Vaters 1955 empfand er seine Ausbildung aus unzureichend für die Bedürfnisse der Patienten. In der Folge setzte er sich für die Einführung des Faches Allgemeinmedizin ein.
1970/71 beschloss der Deutsche Ärztetag die vierjährige Weiterbildungsordnung zum Arzt für  Allgemeinmedizin und Hamm  wurde
der erste Lehrbeauftragte für  Allgemeinmedizin an der Universitätsklinik Hamburg-Eppendorf ernannt.
Er war auch in berufspolitischen Organisationen und an der Vorbereitung wissenschaftlicher Kongresse beteiligt.
Hamm praktizierte in Hamburg-Harburg. 
Sein Lehrbuch Allgemeinmedizin erschien seit 1975 in mehreren Auflagen.

## Familie
Seine Söhne Christian Wilhelm und Johann Hinrich sind ebenfalls Mediziner und Hochschullehrer, der Sohn Hans Martin Veterinärmediziner.